# Essai de physiognomonie
Essai de physiognomonie est le premier ouvrage théorique sur la bande dessinée, écrit par son inventeur, Rodolphe Töpffer, qui l'appelle « littérature en estampes », et publié en 1845, un an avant sa mort. Il traite de la physiognomonie, une branche considérée aujourd'hui comme obsolète de l'anthropologie physique et biologique basée sur la morphologie du visage.

## Description
Dans cet ouvrage, l'auteur documente ses réflexions et expériences dans l'écriture et le dessin des bandes dessinées. Il y consigne les valeurs, techniques et méthodes de la composition de celles-ci. 
Dans le chapitre trois, il explique la visée de la « littérature en estampes » : « inventer […] un type de drame ».
Dans ce même chapitre, il décrit le potentiel d’une innovation dans les techniques d'imprimerie qui facilite le travail du dessinateur, l’autographie.

## Liste des chapitres
- Chapitre premier — Avantages propres de la littérature en estampes
- Chapitre deuxième — Suite et distinction d'avec la parodie.
- Chapitre troisième — Comment la littérature en estampes peut être cultivée indépendamment d'une culture avancée des arts du dessin. Avantages du procédé autographique.
- Chapitre quatrième — Avantages et propriété du trait graphique.
- Chapitre cinquième — D'une méthode qui conduit à des connaissances physiognomiques suffisantes, indépendamment de l'étude du dessin.
- Chapitre sixième — Suite, et où cette méthode conduit.
- Chapitre septième — Distinction quant aux principes et quant aux résultats entre la Phrénologie et la Physiognomie.
- Chapitre huitième — Deux ordres de signes d'expression dans la tête humaine. Les permanents et les non permanents.
- Chapitre neuvième — De la combinaison des signes d'expression.
- Chapitre dixième — Des signes permanents d'expression.
- Chapitre onzième — Des signes non permanents d'expression.
- Chapitre douzième — Des signes physiognomiques de conformation, et conclusion de cet essai.